# بيتر (كاتب)
بيتر (بالسويدية: Petter)‏ هو رابر وكاتب سويدي، ولد في 25 مايو 1974 في السويد.

## وصلات خارجية
- الموقع الرسمي
- بيتر على موقع IMDb (الإنجليزية)
- بيتر على موقع ميوزك برينز (الإنجليزية)
- بيتر على موقع أول ميوزيك (الإنجليزية)
- بيتر على موقع ديسكوغز (الإنجليزية)
- بيتر على موقع قاعدة بيانات الفيلم (الإنجليزية)